# منتخب اليابان للباندي
منتخب اليابان الوطني للباندي هو ممثل اليابان الرسمي في المنافسات الدولية في الباندي في فئة الباندي للرجال.